# Perugyps diazi
El buitre peruano (Perugyps diazi) es una especie extinta de ave de la familia Cathartidae que vivió en Pisco, sur de Perú, durante el Mioceno superior y el Plioceno inferior. Pertenece al género Perugyps.

## Descripción
P. diazi fue encontrado en la formación Pisco, en el departamento de Ica, Perú. Era un carroñero que vivía en las playas de la actual Pisco, junto con una gran biodiversidad de aves marinas, ballenas, tiburones, pingüinos gigantes, etc. Fue nombrado por M. Stucchi y S. D. Emslie, 2005.